# Lukáš Dirga
Lukáš Dirga (* 1987) je český akademik, výzkumník, vysokoškolský pedagog, spisovatel a penitenciární sociolog.

## Život
Lukáš Dirga vystudoval magisterský obor sociologie na Západočeské univerzitě v Plzni. Po dokončení magisterských studií pokračoval v doktorském studiu na Univerzitě Palackého v Olomouci, kde získal titul Ph.D. Po dokončení doktorského studia absolvoval stáže v Severním Irsku na Queen's University Belfast a v Irsku na Maynooth University. V letech 2016 až 2022 působil na Ministerstvu spravedlnosti jako vrchní ministerský rada a koordinátor resortního výzkumu. Od roku 2019 působí jako odborný asistent na katedře sociologie a sociální práce Západočeské univerzity v Plzni. Od roku 2022 také vede oddělení vědy a realizace projektů na Ústavu pro studium totalitních režimů.

## Dílo
Lukáš Dirga se převážně věnuje realizaci výzkumů z vězeňského prostředí, které pravidelně publikuje v českých i zahraničních odborných periodicích. Účastnil se taktéž desítek odborných konferencí v různých zemích, kde prezentoval výsledky svého výzkumu.
Během své profesní kariéry zastupoval/zastupuje Českou republiku v řadě zahraničních sdružení a organizací a účastnil se např. světového kongresu Organizace spojených národů či jednání Rady Evropy (v letech 2018 až 2022 zastupoval Českou republiku v Council for Penological Co-operation). Lukáš Dirga se věnuje také rozsáhlé hodnotící a oponentské činnosti pro státní organizace a tuzemské i zahraniční odborné časopisy.
Lukáš Dirga je autorem či spoluautorem knižních publikací:
- Vězeň na útěku (rok 2023)
- Náboženství za mřížemi: Stále(é) i nestálé (rok 2023)
- Humanizace českého vězeňství očima jeho aktérů (rok 2020)

Od roku 2020 se věnoval zejména výzkumu vězeňských útěků a s Tomášem Kubínem (bývalým ředitelem dvou českých věznic) na toto téma publikoval knihu Vězeň na útěku, která vzbudila mediální zájem.
V roce 2025 se stal autorem podcastu Ostnatý drát, do kterého si zve zajímavé osobnosti (např. Annu Šabatovou nebo Tomáše Kluse) spjaté s českým vězeňstvím a rozebírá témata často opomíjená. Společně nahlíží do světa za mřížemi s těmi, kteří mají rozhodně co říct.
Spolu s publikační činností vystupuje Lukáš Dirga taktéž v médiích, kde hovoří o svém odborném zájmu o téma vězeňství.
Neobvyklou zajímavostí je, že Lukáš Dirga pravidelně navštěvuje nejen české, ale i zahraniční věznice - navštívil 50 věznic v 16 různých státech.

### Restorativní justice a reformy vězeňství
Od roku 2019 se Lukáš Dirga podílí na rozvoji přístupu restorativní justice v českém prostředí. Činí tak zejména jako člen české národní expertní skupiny evropského projektu Restorative Justice: Strategies for Change. V rámci zmíněného projektu se mimo jiné podílel na vzniku Strategie restorativní justice pro Českou republiku. V letech 2020 až 2022 zastupoval Českou republiku v mezinárodní expertní síti European Restorative Justice Policy Network. Na rozvoji restorativní justice dále intenzivně spolupracuje s Institutem pro restorativní justici.
Díky úzké spolupráci s neziskovým sektorem (např. Mezinárodní vězeňské společenství či Rubikon Centrum) se dále podílí na realizaci reformních snah v rámci českého vězeňství. Od roku 2023 je členem české expertní skupiny projektu RESCALED. V letech 2016 až 2022 se podílel na přípravě a realizaci projektu první Otevřené věznice v České republice.

### Penitenciární sociologie
Lukáš Dirga se věnuje rozvoji české penitenciární sociologie, která představuje podobor sociologie se zaměřením na zkoumání oblasti vězeňství a témat souvisejících. Sám definuje tento směr bádání jako "sociologickou práci zaměřenou na oblast výkonu trestu odnětí svobody a života po propuštění z perspektivy všech dotčených aktérů bez ohledu na vazbu výzkumníka ke zkoumanému prostředí a míru jeho angažovanosti" (Dirga, 2021, strana 414).
Historie oboru penitenciární sociologie je v zahraničním prostředí poměrně bohatá, nicméně za zakladatele moderní penitenciární sociologie je považován Donald Clemmer, který se proslavil svou publikací The Prison Community publikovanou roku 1940. Na Clemmerovo dílo vycházející z jeho dlouholetého terénního výzkumu v prostředí americké věznice následně navázala řada dalších autorů jako Gresham Sykes, Erving Goffman, John Irwin, Michel Foucault atd. V českém kontextu položila základy oboru penitenciární sociologie zejména kritická kriminoložka Gerlinda Šmausová a následně na ní navázala její studentka Kateřina Nedbálková se svou knihou Spoutaná Rozkoš: Sociální (re)produkce genderu a sexuality v ženské věznici publikovanou roku 2006. Lukáš Dirga byl taktéž studentem Gerlindy Šmausové.